# Лютинська сільська рада
Люти́нська сільська́ ра́да — орган місцевого самоврядування в Дубровицькому районі Рівненської області. Адміністративний центр — село Лютинськ.

## Загальні відомості
- Лютинська сільська рада утворена 30 жовтня 1989 року.
- Територія ради: 1,603 км²
- Населення ради: 1 307 осіб (станом на 2001 рік)
- Територією ради протікає річка Горинь.

## Населені пункти
Сільській раді підпорядковані населені пункти:
- с. Лютинськ

## Історія
21 січня 1986 року виконавчий комітет Ровенської обласної ради ухвалив рішення про об'єднання Людинської та Лютинської сільради в одну Людинську сільраду з центром у селі Людинь (постанову опубліковано 1 січня 1987 року). Проте вже 22 липня 1989 року виконавчий комітет Ровенської обласної ради народних депутатів ухвалив рішення про утворення Лютинської сільської ради з центром в селі Лютинськ (постанову опубліковано 15 серпня 1989 року).

## Населення
Станом на 1 січня 2011 року населення сільської ради становило 1165 осіб. У 2017 році населення сільської ради становило 1183 осіб.
За переписом населення України 2001 року в сільській раді мешкало 1270 осіб.

### Мова
Розподіл населення за рідною мовою за даними перепису 2001 року:
| Мова       | Відсоток |
| ---------- | -------- |
| українська | 99,77 %  |
| російська  | 0,15 %   |
| білоруська | 0,08 %   |

### Вікова і статева структура
Структура жителів сільської ради за віком і статтю (станом на 2011 рік):
| Вік   | Чоловіків | Жінок | Разом |
| ----- | --------- | ----- | ----- |
| 0-17  | 143       | 140   | 283   |
| 18-39 | 165       | 126   | 291   |
| 40-59 | 162       | 145   | 307   |
| 60+   | 96        | 188   | 284   |
| Разом | 566       | 599   | 1165  |

### Соціально-економічні показники
| Працездатне населення | Працездатне населення | Працездатне населення | Працездатне населення | Працездатне населення | Працездатне населення | Непрацездатне населення | Непрацездатне населення | Непрацездатне населення | Непрацездатне населення | Непрацездатне населення | Непрацездатне населення | Все населення |
| Чоловіки              | Чоловіки              | Жінки                 | Жінки                 | Разом                 | Разом                 | Чоловіки                | Чоловіки                | Жінки                   | Жінки                   | Разом                   | Разом                   | 1165          |
| ос.                   | %                     | ос.                   | %                     | ос.                   | %                     | ос.                     | %                       | ос.                     | %                       | ос.                     | %                       | 1165          |
| --------------------- | --------------------- | --------------------- | --------------------- | --------------------- | --------------------- | ----------------------- | ----------------------- | ----------------------- | ----------------------- | ----------------------- | ----------------------- | ------------- |
| 198                   | 17                    | 272                   | 23                    | 470                   | 40                    | 124                     | 11                      | 170                     | 15                      | 294                     | 25                      | 1165          |

| Зайняті  | Зайняті  | Зайняті | Зайняті | Зайняті | Зайняті | Безробітні | Безробітні | Безробітні | Безробітні | Безробітні | Безробітні | Все населення |
| Чоловіки | Чоловіки | Жінки   | Жінки   | Разом   | Разом   | Чоловіки   | Чоловіки   | Жінки      | Жінки      | Разом      | Разом      | 1165          |
| ос.      | %        | ос.     | %       | ос.     | %       | ос.        | %          | ос.        | %          | ос.        | %          | 1165          |
| -------- | -------- | ------- | ------- | ------- | ------- | ---------- | ---------- | ---------- | ---------- | ---------- | ---------- | ------------- |
| 66       | 6        | 136     | 12      | 202     | 17      | 198        | 17         | 70         | 6          | 268        | 23         | 1165          |

| Дорослі | Діти | Пенсіонери | Інваліди Німецько-радянської війни | Учасники бойових дій | Інваліди всіх груп і категорій | Люди, які обслуговуються служб. соц. допом. на дому | Неповні сім'ї | Діти з неповних сімей | Багатодітні сім'ї | Діти з багатодітних сімей | Діти-інваліди | Діти-сироти | Одинокі багатодітні матері |
| ------- | ---- | ---------- | ---------------------------------- | -------------------- | ------------------------------ | --------------------------------------------------- | ------------- | --------------------- | ----------------- | ------------------------- | ------------- | ----------- | -------------------------- |
| 859     | 318  | 370        | 2                                  | 6                    | 82                             | 18                                                  | 18            | 23                    | 27                | 98                        | 3             | 5           | -                          |

## Вибори
Станом на 2011 рік кількість виборців становила 853 особи.

## Склад ради
Рада складається з 16 депутатів та голови.
- Голова ради: Грицюк Василь Миколайович
- Секретар ради: Ласкевич Лілія Андріївна

### Керівний склад попередніх скликань
| Прізвище, ім'я, по батькові | Основні відомості                                                          | Дата обрання | Дата звільнення |
| --------------------------- | -------------------------------------------------------------------------- | ------------ | --------------- |
| Грицюк Василь Михайлович    | Сільський голова, 1974 року народження, член Соціалістичної партії України | 26.03.2006   | 31.10.2010      |
| Грицюк Василь Миколайович   | Сільський голова, 1974 року народження, освіта вища, член Народної партії  | 31.10.2010   |                 |

Примітка: таблиця складена за даними сайту Верховної Ради України